# 久多島
久多島（くたじま）は、鹿児島県日置市に属し、東シナ海に所在する島（無人島）である。

## 地理
久多島は、鹿児島県本土の吹上浜の永吉川河口から西に約12キロメートルの沖合に位置し、標高28.9メートル、周囲の長さ約700メートルである。ほぼ南北方向に細長い形をしており、面積は約3,000平方メートルである。島の周辺は急峻な海食崖で囲まれている。
島全体が石灰岩で構成されている。トリアス紀に堆積した深海・遠洋性石灰岩であると分析されている。石灰岩は層状・団塊状のチャートを頻繁に伴う珪質ミクライトから構成されている。その岩相および化石年代の比較から、久多島の石灰岩は九州西部の三宝山付加コンプレックスに対比できるものとされ、三宝山付加コンプレックスの南限である仏像構造線は、久多島の東を通っているものと推定されている。

## 伝承と歴史
島には、天智天皇の妃に関する伝承がある。開聞岳の麓付近の出身の柳櫛姫は大変美しく賢い女性で、天皇の寵愛を受けていたが、そのために周囲から妬まれて悪い噂を流され、姫は暇をもらって故郷に帰ることになった。その途中で皇女を生んだが死産に終わり、その遺骸を舟に乗せて海に流したところ、現在の日置市吹上町永吉の海岸に漂着し、村人が憐れんで葬り、沖の久多島に霊を祀ったとされる。また、伝承によっては、この遺骸を海中に捨てたところ大岩が湧き上がってきて誕生したのが久多島であるとするものや、漂着した遺骸を葬り、乗せてきた舟を流したところ、舟が沈んで久多島になったとするものもある。島は遠いために遥拝するために本土側の永吉に久多島神社が建てられたとする。
1908年（明治41年）に当時の農商務省農事試験場の技術者が島にあるリン鉱の調査を行い、リンの含有量が多い優良な鉱床があると評価したがその量は少なく、品質の低い鉱床は相応の量があるとした。実際に1930年から1932年までの3年間に、1,741トンのリン鉱を採掘したとされる。
1978年（昭和53年）8月12日に吹上浜で交際中のカップルが北朝鮮の工作員に拉致された事件では、工作員が久多島を拠点にしていた疑いがあるとされている。久多島に船を隠したか待機させ、ボートで吹上浜へ向かって拉致したとの分析がなされている。